# Comuna Vadu Moldovei, Suceava
Vadu Moldovei este o comună în județul Suceava, Moldova, România, formată din satele Cămârzani, Ciumulești, Dumbrăvița, Ioneasa, Mesteceni, Movileni, Nigotești și Vadu Moldovei (reședința).
Până la reforma administrativă din 1950 a făcut parte din județul Baia.

## Demografie
Componența etnică a comunei Vadu Moldovei
     Români (89,97%)
     Alte etnii (0,53%)
     Necunoscută (9,5%)
Componența confesională a comunei Vadu Moldovei
     Ortodocși (87,78%)
     Alte religii (2,6%)
     Necunoscută (9,62%)
Conform recensământului efectuat în 2021, populația comunei Vadu Moldovei se ridică la 4.000 de locuitori, în creștere față de recensământul anterior din 2011, când fuseseră înregistrați 3.993 de locuitori. Majoritatea locuitorilor sunt români (89,98%), iar pentru 9,5% nu se cunoaște apartenența etnică. Din punct de vedere confesional, majoritatea locuitorilor sunt ortodocși (87,78%), iar pentru 9,62% nu se cunoaște apartenența confesională.

## Politică și administrație
Comuna Vadu Moldovei este administrată de un primar și un consiliu local compus din 13 consilieri. Primarul, Iulian-Bogdan Amariei[*], de la Partidul Social Democrat, este în funcție din octombrie 2020. Începând cu alegerile locale din 2024, consiliul local are următoarea componență pe partide politice:
|  | Partid                          | Consilieri | Componența Consiliului | Componența Consiliului | Componența Consiliului | Componența Consiliului | Componența Consiliului | Componența Consiliului | Componența Consiliului | Componența Consiliului | Componența Consiliului |
|  | ------------------------------- | ---------- | ---------------------- | ---------------------- | ---------------------- | ---------------------- | ---------------------- | ---------------------- | ---------------------- | ---------------------- | ---------------------- |
|  | Partidul Social Democrat        | 9          |                        |                        |                        |                        |                        |                        |                        |                        |                        |
|  | Alianța pentru Unirea Românilor | 2          |                        |                        |                        |                        |                        |                        |                        |                        |                        |
|  | Partidul Național Liberal       | 1          |                        |                        |                        |                        |                        |                        |                        |                        |                        |
|  | Alianța Dreapta Unită           | 1          |                        |                        |                        |                        |                        |                        |                        |                        |                        |

## Personalități născute aici
- Alexa Pașcu (n. 1951), scriitor.